# Diefsteeg
De Diefsteeg is een steegje in de binnenstad van de Nederlandse stad Leiden. 

## Beschrijving
De Diefsteeg is een smal steegje met winkeltjes en een Chinees restaurant, dat in het verlengde van de Lokhorststraat vanaf het Gerecht de verbinding vormt met de Breestraat. De panden Diefsteeg 9, 10, 11, 12, 13 en 19 zijn aangemerkt als rijksmonument.  Het gedeelte van de steeg bij de Breestraat werd vroeger aangeduid als de 'Korte Diefsteeg' en het andere deel als de 'Lange Diefsteeg'.
De Diefsteeg heette oorspronkelijk de 'Gravinnensteeg', vermoedelijk naar gravin Margaretha en het nabij gelegen 's Gravenhof (later Lokhorst), waar de graven van Holland regelmatig verbleven. Later werd het Gerecht een gevangenis en werden dieven en ander geboefte door deze steeg naar de Blauwe Steen in de Breestraat gevoerd om hun vonnis te vernemen. Net als in sommige andere plaatsen kreeg de steeg daarom de naam 'Diefsteeg'.
In de zijgevel van het pand Breestraat 81 bevindt zich sinds juni 2013 weer een drietal bij elkaar behorende gevelstenen. Ze zijn een herinnering aan het pand 'de Blauwe Hoed' dat hier stond van 1652 tot de sloop in 1957 ten behoeve van een uitbreiding van de inmiddels ook verdwenen Twentsche Bank.

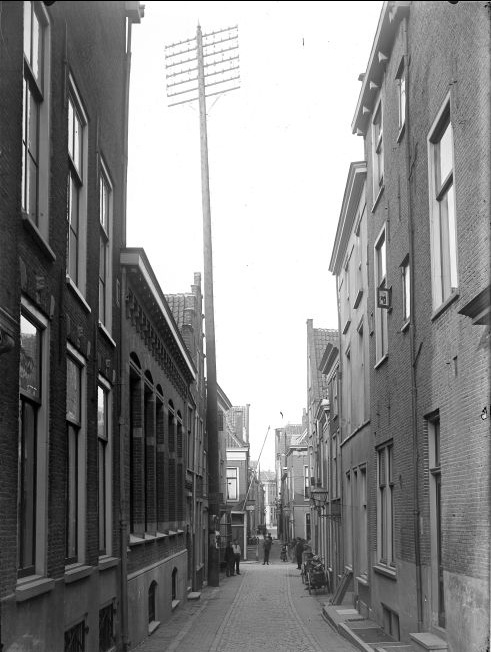
Gezicht in de Diefsteeg vanaf de Breestraat naar de Pieterskerkgracht. Op straat twee melkbussen op een kar. Circa 1905.
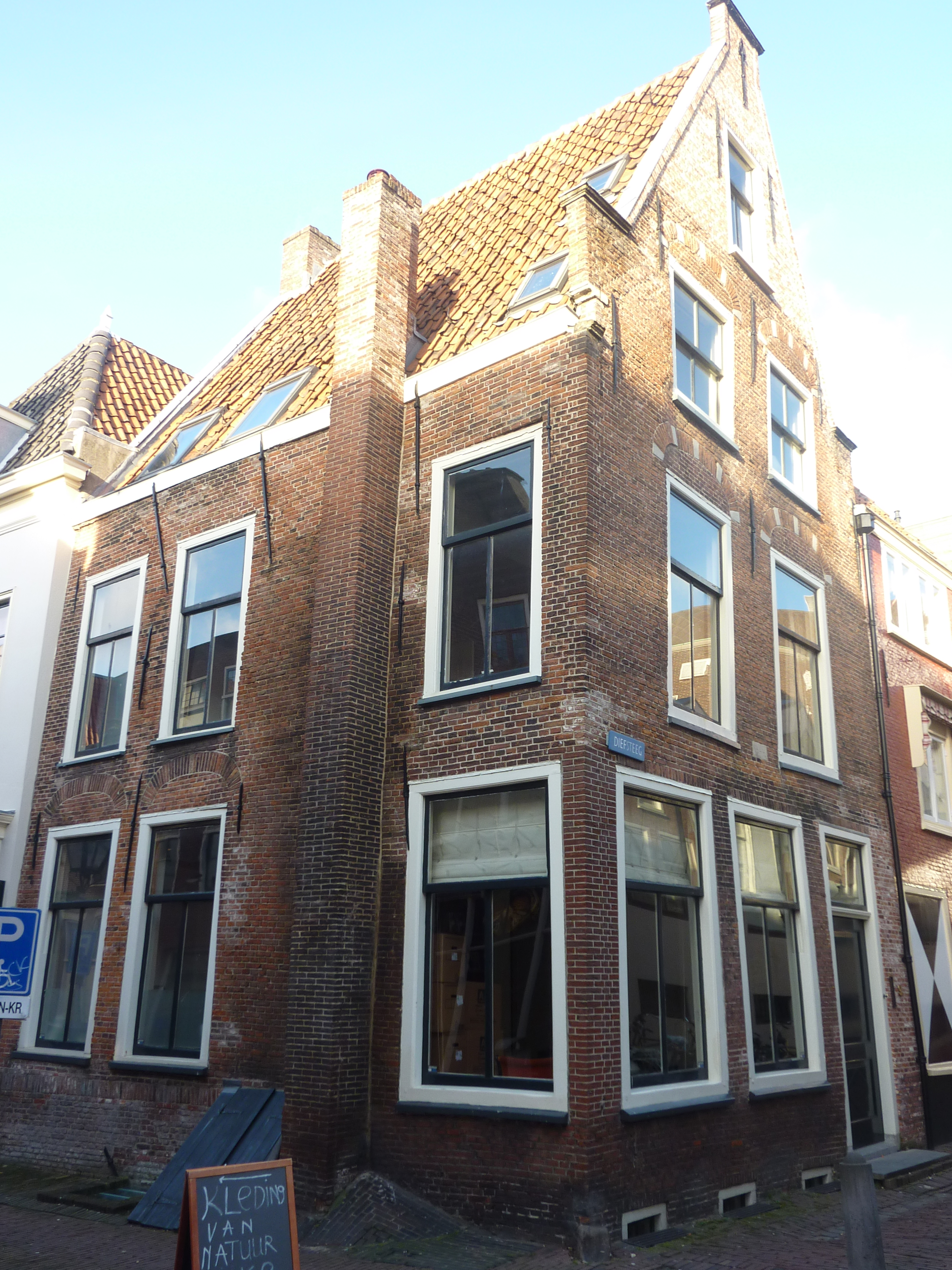
Diefsteeg 9 (rijksmonument)
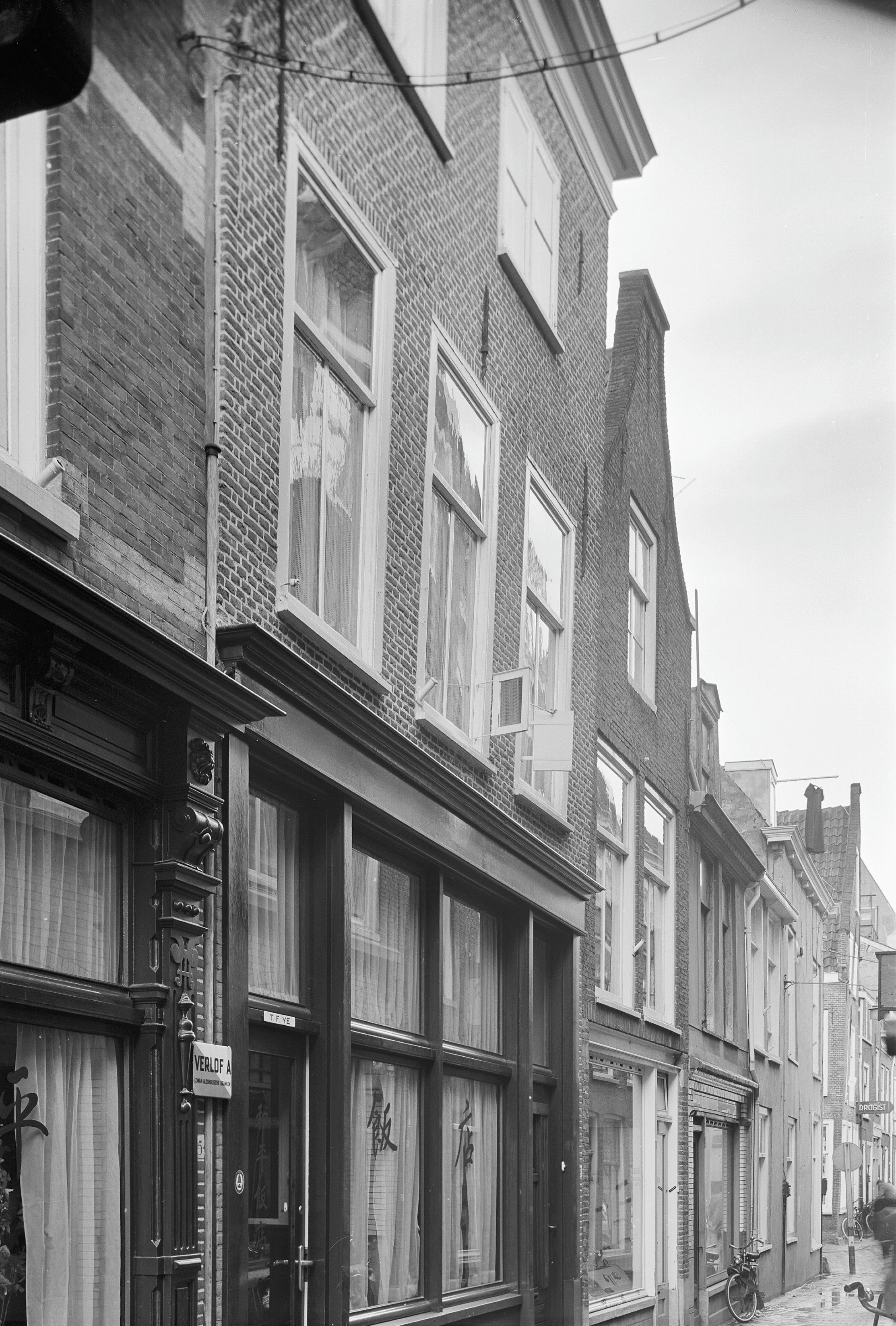
Diefsteeg 11-13  (rijksmonument)
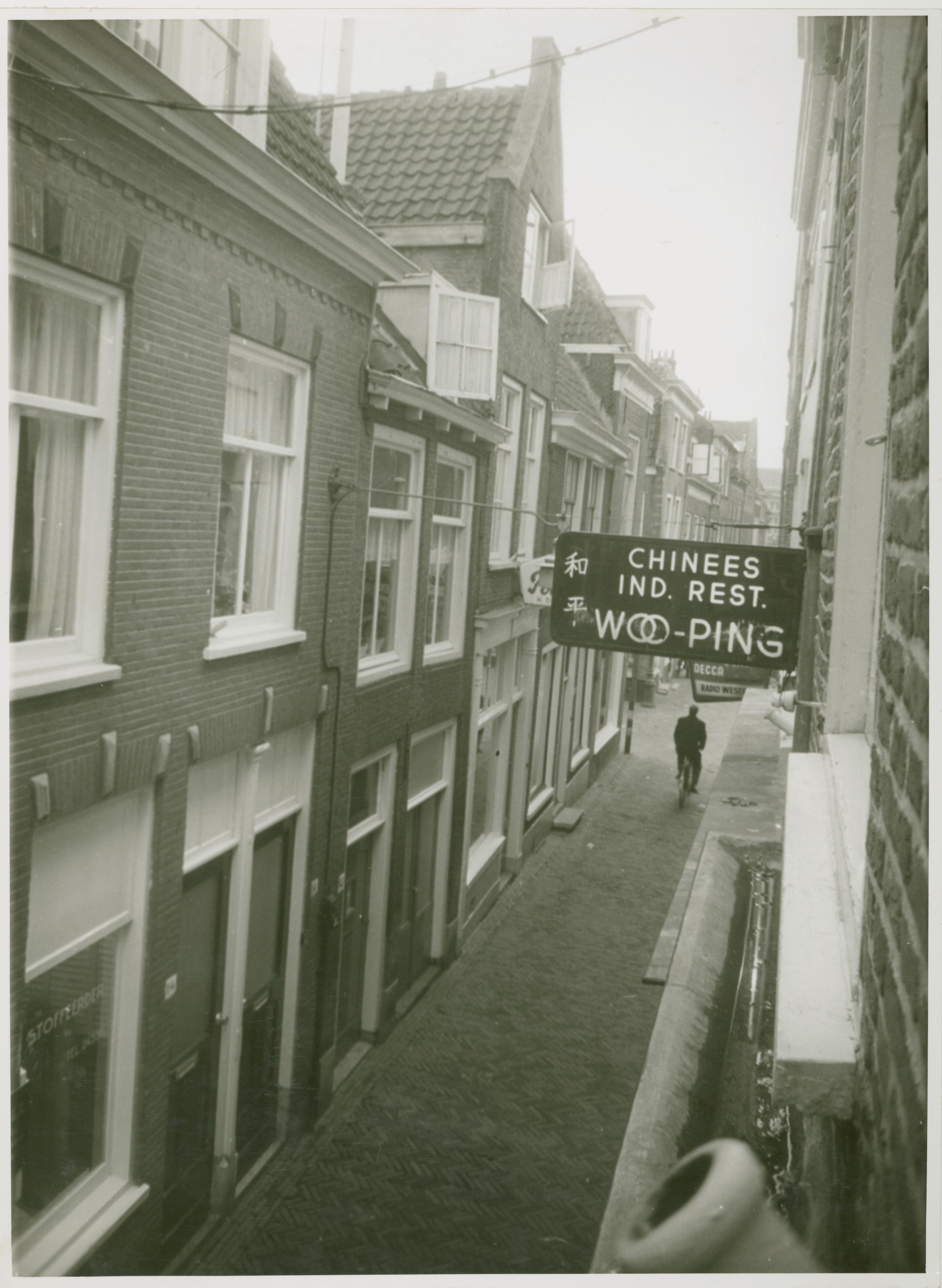
Diefsteeg gezien van nummer 14 tot de Pieterskerkgracht met uithangbord Chinees restaurant Woo Ping
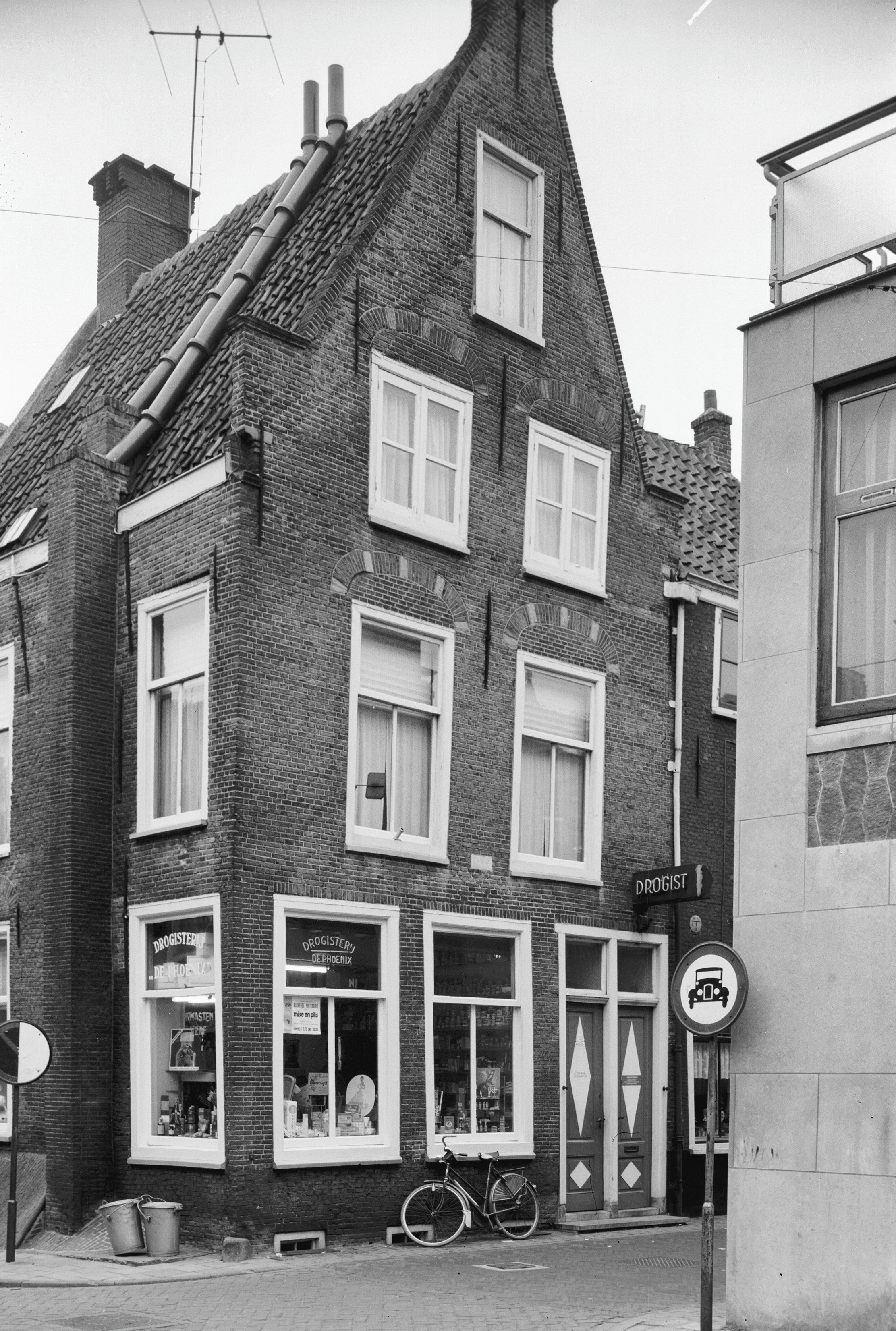
Diefsteeg 19 (rijksmonument)

Aalmarkt · Beschuitsteeg · 4e Binnenvestgracht · Botermarkt · Bouwelouwensteeg · Breestraat · Diefsteeg ·  Fokkestraat · Galgewater · Groenesteeg · Haarlemmerstraat · Hogewoerd · Korte Bouwelouwensteeg · Lammermarkt · Noordeinde · Van der Werfstraat  · Witte Singel · Zoeterwoudsesingel